# Centaurea tenoreana
Centaurea tenoreana — вид квіткових рослин родини айстрових (Asteraceae). Ареал: пд. Італія (центральні Апенніни).

## Етимологія
Вид присвячений італійському лікарю і ботаніку Мікеле Теноре (1780–1861), засновнику ботанічного саду Неаполя, наступнику Петаньї на кафедрі ботаніки в Неаполітанському університеті та автору монументальної Флори Неаполітанської у 5 томах. випущений між 1810 і 1838 роками.

## Біоморфологічна характеристика
Гемікриптофіт. Нижні листки (5–7 см) ліроподібні, з ланцетно-гострим верхівковим сегментом і 1–3 парами більш дрібних розчепірених сегментів. Квітки рожеві та пурпурові. Сім'янки 3,2 мм з папусом 1,5(2,2) мм.